# 黃曉峯
黃曉峯（英語：Sylvester Wong Hiu-fung），香港公務員，現任香港駐華盛頓經濟貿易辦事處處長。黃早年於香港大學修讀信息技术，取得信息系统工商管理學學士及软件工程工学学士。他在2007年獲香港政府聘任為政務主任，亦於2013年獲港府保送至喬治·華盛頓大學參與國際事務訓練。及後，他於2016年7月至2020年9月期間獲借調至亚太经济合作组织秘書處，擔任財務總監，而他同時亦在新加坡国立大学修畢工商管理碩士。返港後，他先後於政策創新與統籌辦事處任職助理總監，以及在食物及衞生局出任指定檢疫酒店計劃辦事處的助理處長。他在2022年6月13日起出任香港駐華盛頓經濟貿易辦事處處長，接替辭任公職的夏國鋒，至2025年8月4日離任。

## 外部連結
- 黃曉峯的個人官方領英頁面

| 政府职务      | 政府职务                                                   | 政府职务 |
| ------------- | ---------------------------------------------------------- | -------- |
| 前任： 夏國鋒 | 香港駐華盛頓經濟貿易辦事處處長 2022年6月13日－2025年8月4日 | 空缺     |